# MOL Fehérvár Football Club 2019-2020
Questa voce raccoglie le informazioni riguardanti il MOL Fehérvár Football Club nelle competizioni ufficiali della stagione 2019-2020.

## Maglie e sponsor
Lo sponsor tecnico per la stagione 2019-2020 è Adidas, mentre lo sponsor ufficiale è MOL.
| Casa | Trasferta | Terza |

## Rosa
| N. |                                 | Ruolo | Calciatore      |
| -- | ------------------------------- | ----- | --------------- |
| 1  | Ungheria (bandiera)             | D     | Dániel Kovács   |
| 3  | Ungheria (bandiera)             | D     | Paulo Vinícius  |
| 4  | Romania (bandiera)              | D     | Adrián Rus      |
| 5  | Ungheria (bandiera)             | D     | Attila Fiola    |
| 6  | Ungheria (bandiera)             | C     | Ákos Elek       |
| 7  | Ucraina (bandiera)              | C     | Ivan Petrjak    |
| 8  | Bosnia ed Erzegovina (bandiera) | C     | Anel Hadžić     |
| 9  | Ungheria (bandiera)             | C     | Szabolcs Huszti |
| 10 | Ungheria (bandiera)             | C     | István Kovács   |
| 11 | Francia (bandiera)              | D     | Loïc Nego       |
| 15 | Bosnia ed Erzegovina (bandiera) | A     | Armin Hodžić    |
| 16 | Macedonia del Nord (bandiera)   | D     | Visar Musliu    |
| 17 | Ungheria (bandiera)             | C     | Máté Pátkai     |

| N. |                               | Ruolo | Calciatore          |
| -- | ----------------------------- | ----- | ------------------- |
| 18 | Ungheria (bandiera)           | A     | Márkó Futács        |
| 19 | Macedonia del Nord (bandiera) | C     | Boban Nikolov       |
| 20 | Ungheria (bandiera)           | D     | Attila Mocsi        |
| 22 | Capo Verde (bandiera)         | D     | Stopira             |
| 23 | Ungheria (bandiera)           | D     | Roland Juhász       |
| 35 | Ungheria (bandiera)           | P     | Bence Gundel-Takács |
| 49 | Ungheria (bandiera)           | C     | Krisztián Géresi    |
| 65 | Ungheria (bandiera)           | D     | Szilveszter Hangya  |
| 70 | Nigeria (bandiera)            | A     | Funsho Bamgboye     |
| 74 | Ungheria (bandiera)           | P     | Ádám Kovácsik       |
| 77 | Bulgaria (bandiera)           | C     | Georgi Milanov      |
| 99 | Ungheria (bandiera)           | A     | Dániel Zsóri        |
|    | Brasile (bandiera)            | C     | Alef                |

## Risultati

### UEFA Europa League

#### Qualificazioni
| Arbitro: | Georgi Vadachkoria |

|               |           |                                           |
| Goranović 17’ | Marcatori | 3’, 12’, 23’ Nego 86’ Juhász 90+3’ Huszti |

| Felcsút 18 luglio 2019 , ore 20:00 Primo turno - Ritorno | Fehérvár        | 0 – 0 referto | Zeta | Pancho Aréna (2 148 spett.)\| Arbitro: \| Paul McLaughlin \| |
| Arbitro:                                                 | Paul McLaughlin |               |      |                                                              |

| Arbitro: | Kai Erik Steen |

|            |           |  |
| Stopira 5’ | Marcatori |  |

| Arbitro: | Manfredas Lukjančukas |

|                                 |           |  |
| Gajić 61’ (rig.) Coulibaly 100’ | Marcatori |  |